# Cigna
Cigna Corporation er en amerikansk multinational sundheds- og forsikringskoncern. Forsikringsprodukterne omfatter sundhedsforsikring som medicin, tandlæge, livsforsikring.
Cigna blev etableret i 1982 ved en fusion mellem Connecticut General Life Insurance Company (CG) og INA Corporation (moderselskabet til Insurance Company of North America).